# Community (serie televisiva)
Community è una serie televisiva statunitense ideata da Dan Harmon e trasmessa negli Stati Uniti d'America dal canale NBC dal 17 settembre 2009 al 17 aprile 2014. La serie racconta le vicende di un gruppo di studenti in un fittizio college del Colorado.
Dopo cinque stagioni la serie è stata cancellata dalla NBC nel maggio 2014; in seguito è stata rinnovata da Yahoo! Screen per una sesta stagione, che è andata in onda dal 17 marzo al 2 giugno 2015. In Italia la serie è trasmessa in prima visione sul canale Comedy Central a partire dal 13 aprile 2010, mentre in chiaro viene trasmessa dal 16 settembre 2013 al 23 dicembre 2015 sulle reti del gruppo Mediaset.
Sebbene abbia avuto difficoltà negli ascolti, nel corso degli anni Community ha sviluppato un forte seguito venendo definita di "culto", ricevendo consensi da parte dalla critica e acquisendo un ampio numero di fan.

## Episodi
| Stagione         | Episodi | Prima TV USA | Prima TV Italia |
| ---------------- | ------- | ------------ | --------------- |
| Prima stagione   | 25      | 2009-2010    | 2010            |
| Seconda stagione | 24      | 2010-2011    | 2011            |
| Terza stagione   | 22      | 2011-2012    | 2012            |
| Quarta stagione  | 13      | 2013         | 2013            |
| Quinta stagione  | 13      | 2014         | 2014            |
| Sesta stagione   | 13      | 2015         | 2015            |

### Webisodi
Oltre alla stagione trasmessa in TV, la NBC ha prodotto una serie di webisodi, pubblicati sul sito web del fittizio Greendale Community College nella sezione dedicata al dipartimento cinematografico. I webisodi seguono il personaggio di Abed, mentre questi riprende i suoi amici con la telecamera.

## Trama
Greendale Community College. 
Jeff Winger, un avvocato con la licenza sospesa, con lo scopo di sedurre l'ex attivista politica Britta Perry, organizza un finto gruppo di studio di spagnolo a cui lei è stata invitata a partecipare. Tuttavia, Britta invita un altro studente, Abed Nadir, che a sua volta invita altri quattro membri della classe di spagnolo: Troy Barnes, Shirley Bennett, Annie Edison e Pierce Hawthorne. Il gruppo, così, diventa reale.
Nonostante le loro diverse età, personalità e i loro caratteri, il gruppo cresce insieme e tutti sviluppano una stretta amicizia gli uni con gli altri. Il gruppo, come entità, è abbastanza egocentrico ed è proprio questa la causa di competizioni, argomenti o faide che vanno creandosi. Questo comportamento è incoraggiato dal loro scoppiettante preside che li considera i suoi studenti preferiti, e che ha anche una cotta per Jeff.

## Personaggi e interpreti

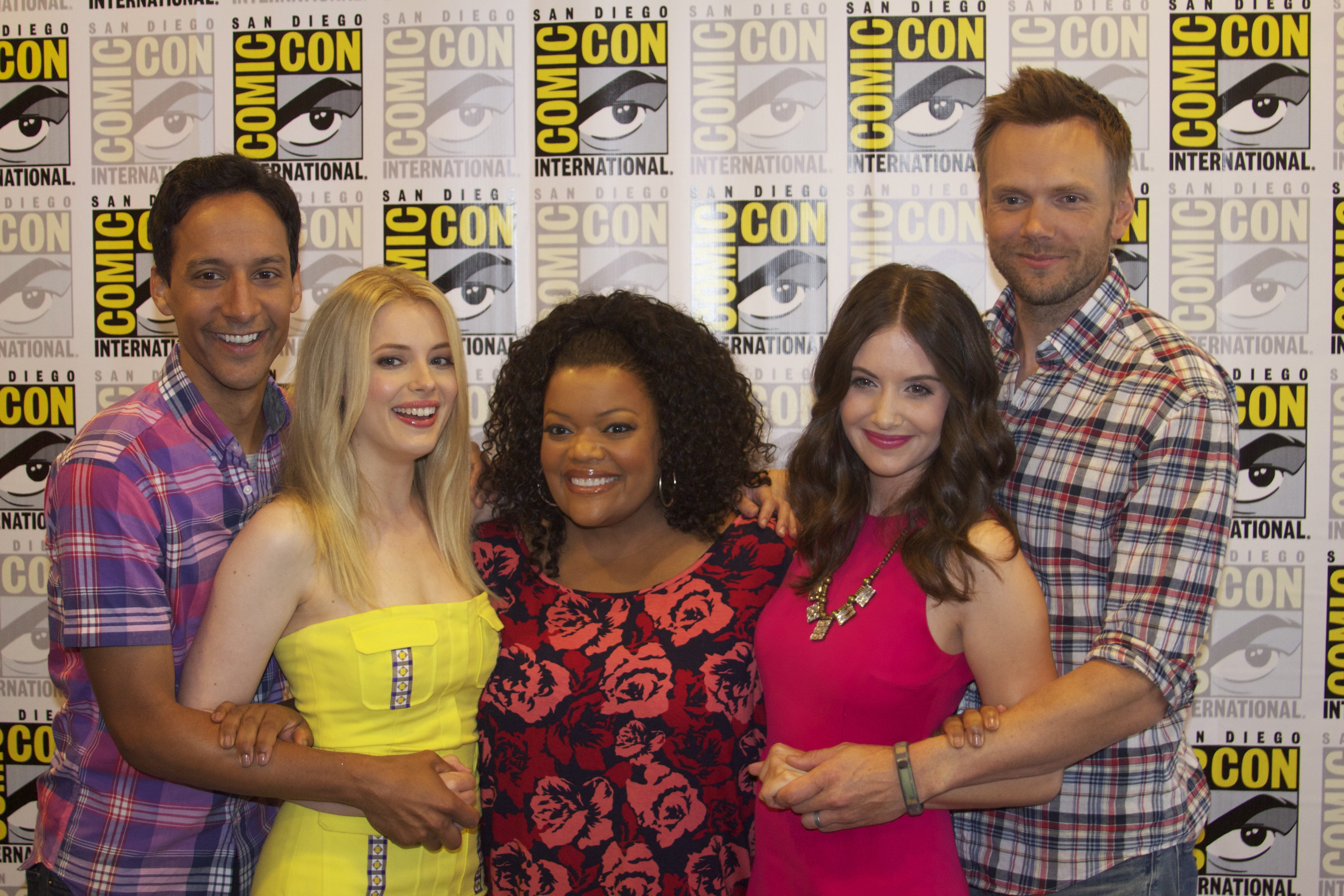
Danny Pudi, Gillian Jacobs, Yvette Nicole Brown, Alison Brie e Joel McHale al San Diego Comic-Con International del 2012

- Jeff Winger, interpretato da Joel McHale, doppiato da Lorenzo Scattorin.
 È un avvocato della classe media a cui viene revocato il permesso di esercitare la professione quando un suo ex collega scopre che la sua laurea è fasulla. È il "capo" del gruppo di studio a cui tutti chiedono cosa fare e come agire. È cinico, pigro, opportunista e, grazie alle sue abilità di avvocato, è un ottimo doppiogiochista e manipolatore. Inizialmente crea il gruppo per provarci con Britta.
- Britta Perry, interpretata da Gillian Jacobs, doppiata da Emanuela Pacotto.
 È una giovane studentessa che cerca di riportare la sua vita sui giusti binari. Cerca di essere generosa con tutti, prende parte alle proteste, è vegetariana, animalista, femminista e difende i diritti di tutte le minoranze discriminate. Prova una sorta di attrazione fisica per Jeff ma entrambi non stringono mai una relazione fissa.
- Abed Nadir, interpretato da Danny Pudi, doppiato da Davide Garbolino.
 È uno studente di filmografia di origini palestinesi e polacche. È un gran fan delle serie TV e con il suo amico Troy le cita sempre, è musulmano ma non sembra interessarsi molto alla religione. Probabilmente affetto dalla Sindrome di Asperger, ha difficoltà ad interagire emotivamente con le persone, e assume sempre un aspetto freddo e apparentemente privo di emozioni. Si sente in colpa riguardo l'abbandono della madre, poiché crede che se ne sia andata per colpa sua.
- Shirley Bennett (stagioni 1-5, guest stagione 6), interpretata da Yvette Nicole Brown, doppiata da Elisabetta Cesone.
 È una madre recentemente divorziata che va al college per la prima volta. È una devota cristiana e una cara amica, anche se molto pettegola, e spesso critica lo stile di vita degli altri perché va "contro la sua religione". Nell'ultima stagione abbandona la serie per andare ad occuparsi del padre.
- Annie Edison, interpretata da Alison Brie, doppiata da Jasmine Laurenti.
 È una ragazza che vuole fare l'amministratrice d'ospedale. È la più studiosa del gruppo oltre che la più giovane. Ha una cotta per Troy fin dal liceo, sentimento che diventa una sincera amicizia durante la serie. È anche molto attratta da Jeff, del quale sporadicamente fantastica di essere la compagna.
- Troy Barnes (stagioni 1-5), interpretato da Donald Glover, doppiato da Davide Albano.
 È un ex quarterback e ballerino di breakdance del liceo. Grande amico di Abed (benché abbia un carattere completamente diverso), adora anche lui le serie TV e i film, nell'ultima puntata in cui compare parte per un viaggio intorno al mondo sulla barca a vela di Pierce, secondo il suo volere se completerà il giro del mondo riceverà l'intera eredità di Pierce ossia 14,5 milioni di dollari.
- Craig Pelton (ricorrente stagioni 1-2; principale stagioni 3-6), interpretato da Jim Rash, doppiato da Daniele Demma.
 È il preside del Greendale Community College. Desidera disperatamente che il suo college assomigli di più ad una vera università e si sforza eccessivamente di apparire politicamente corretto. Ama i travestimenti, è attratto sessualmente dai dalmata[6] e adora Jeff.
- Ben Chang, interpretato da Ken Jeong, doppiato da Patrizio Prata.
 È lo squilibrato professore di spagnolo, poi studente, poi capo della sicurezza, poi malato affetto da una sorta di amnesia e infine professore di matematica.
- Pierce Hawthorne (stagioni 1-4; guest stagione 5), interpretato da Chevy Chase, doppiato da Antonello Governale.
 È un anziano imprenditore che in vita sua è stato sposato per sette volte. Fa parte di una setta con credenze assurde (una sorta di Scientology), è in conflitto con il padre, è razzista, omofobo e sessista, per questo motivo, e non di rado, viene escluso dal gruppo. Si crede ancora giovane ed è invidioso di Jeff.

## Produzione

### Sviluppo

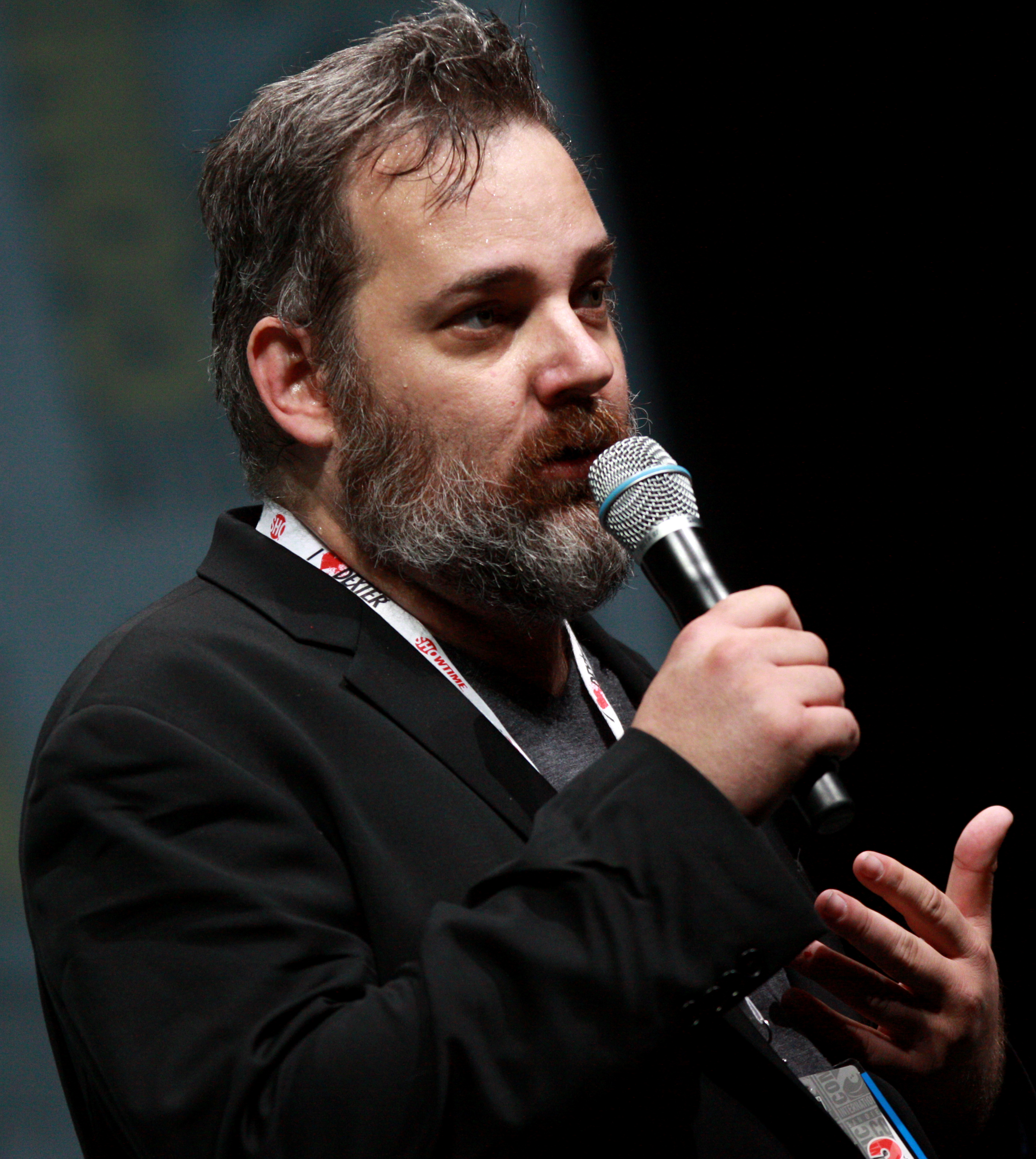
Dan Harmon, l'ideatore della serie

Le premesse di Community si basano sulla vera esperienza di vita di Dan Harmon. Nel tentativo di salvare la relazione con la sua fidanzata dell'epoca, si iscrisse presso il Glendale Community College a nord-est di Los Angeles, dove avrebbero seguito le lezioni di spagnolo insieme. Harmon rimase coinvolto in un gruppo di studio e, senza volerlo, divenne fortemente legato al gruppo, nonostante fosse formato da persone con le quali aveva pochissimo in comune. «Ero in questo gruppo con questi zucconi e cominciarono a piacermi», ha spiegato, «anche se non avevano nulla a che fare con l'industria cinematografica e io non avevo nulla da guadagnare da loro né nulla da offrirgli». Ispirandosi a queste vicende, Harmon ha scritto la serie con un protagonista in buona parte basato su se stesso. Come Jeff, era stato egocentrico e indipendente all'eccesso, prima di capire il valore del legame con le altre persone.
Riguardo alla stesura delle sceneggiature, Harmon ha affermato di scrivere la serie come se fosse un film, non una sitcom, e che essenzialmente il processo creativo non era diverso rispetto ai primi lavori da lui sviluppati, eccetto per la durata ed il target di spettatori.
Il 14 maggio 2012 la NBC, dopo aver rinnovato Community per una quarta stagione, in accordo con la casa di produzione Sony Pictures Television licenziò Dan Harmon, creatore e showrunner della serie. Harmon venne quindi rimpiazzato da David Guarascio e Moses Port. Un anno dopo, tuttavia, dopo il rinnovo della serie per una quinta stagione, Dan Harmon trovò un accordo con la NBC e Sony per ritornare come showrunner.
Il 9 dicembre 2014 il casting e la produzione di Community ha festeggiato i 100 episodi girati. È l'undicesima sitcom ad arrivare al traguardo record di 100 episodi.
Il 13 gennaio 2015 viene annunciata la première della sesta stagione, avvenuta il 17 marzo 2015 su Yahoo! Screen.
Il 30 settembre 2022 viene annunciata la produzione di un film per Peacock TV.

### Casting
Dan Harmon ha sottolineato l'importanza data al casting per Community, dichiarando in un'intervista che «il casting ha occupato il 95% del lavoro sulla serie». Aveva già lavorato in precedenza con molti membri del cast: Joel McHale, John Oliver e Chevy Chase erano apparsi nel nono episodio di Water and Power, in una serie di cortometraggi prodotti da Harmon per Channel 101. L'attore Chevy Chase è stato per lungo tempo il preferito di Harmon. Sebbene inizialmente non fosse propenso a lavorare in una sitcom, Chase è stato persuaso ad accettare il ruolo dalla qualità della sceneggiatura. Per quanto Chase fosse stato spesso criticato per le scelte fatte durante la propria carriera, Harmon riteneva che questo ruolo potesse essergli redentore. Harmon ha chiesto a Chase di allontanarsi dalla figura del "sapientone" che aveva creato spesso nei suoi precedenti ruoli, dato che il personaggio di Pierce da lui interpretato è piuttosto una figura patetica e solitamente il bersaglio delle battute altrui.
McHale, noto per il talk show The Soup trasmesso su E!, è rimasto anch'egli impressionato dalla scrittura di Harmon. Al riguardo ha affermato: «la sceneggiatura di Dan era di una spanna sopra a tutto ciò che stavo leggendo al momento». Per il ruolo di Annie, Harmon voleva qualcuno che somigliasse a Tracy Flick, il personaggio di Reese Witherspoon nel film del 1999 Election. Inizialmente i produttori cercavano una Tracy Flick asiatica o latino americana, per ampliare le differenze con il personaggio a cui si ispiravano, ma non ne sono riusciti a trovarla. Quindi hanno deciso di assegnare la parte a Alison Brie, nota per il ruolo di Trudy Campbell nella serie televisiva Mad Men.
Per arginare la partenza di Chevy Chase, nel cast per la quinta stagione si è aggiunto Jonathan Banks, famoso per la sua interpretazione in Breaking Bad - Reazioni collaterali. Il ruolo in cui recita è quello di Buzz Hickey, professore di criminologia alla Greendale.

### Riprese
Durante le riprese della serie alcuni attori sono soliti improvvisare, in particolare Chevy Chase. Su Chase, Harmon ha dichiarato che «tende a tirar fuori battute con le quali si può veramente concludere le scene, a volte». Ha anche menzionato Joel McHale e Donald Glover come abili improvvisatori.

## Accoglienza

### Critica
La sitcom ha ricevuto giudizi molto positivi dai critici. Sul sito Metacritic le prime tre stagioni hanno ricevuto rispettivamente un punteggio di 69, 88 e 81 su un totale di 100. Il critico David Bushman ha definito Community la migliore nuova serie televisiva dell'autunno.
Il primo episodio della serie è stato trasmessa il 17 settembre 2009, raccogliendo 7,68 milioni di telespettatori. Ha mantenuto il 93% dell'audience di The Office, che era programmato in precedenza nello stesso periodo. La serie è stata definita un «punto luminoso nella notte» di NBC, visto che The Office era scesa del 18% rispetto alla stagione precedente, e Parks and Recreation, che lo precedeva, era scesa del 30%.

### Premi e candidature
- 2011 - Critics' Choice Television Award
  - Candidato - Miglior serie commedia
  - Candidato - Miglior attore in una serie commedia a Joel McHale
  - Candidato - Miglior attore non protagonista in una serie commedia a Danny Pudi

- 2011 - Premio Emmy
  - Miglior realizzazione individuale nell'animazione a Drew Hodges per l'episodio L'incontrollabile Natale di Abed
- 2011 - Satellite Award
  - Candidato - Miglior serie tv commedia o musicale
  - Candidato - Miglior attore in una serie tv commedia o musicale a Joel McHale
  - Candidato - Miglior attore non protagonista in una serie, miniserie o film per la televisione a Donald Glover
- 2012 - Critics' Choice Television Award
  - Miglior serie tv commedia
  - Candidato - Miglior attore in una serie tv commedia a Joel McHale
  - Candidato - Miglior attrice non protagonista in una serie tv commedia a Alison Brie
  - Candidato - Miglior attrice non protagonista in una serie tv commedia a Gillian Jacobs
  - Candidato - Miglior attore non protagonista in una serie tv commedia a Danny Pudi
  - Candidato - Miglior attore non protagonista in una serie tv commedia a Jim Rash
- 2012 - Premio Emmy
  - Candidato - Miglior sceneggiatura per una serie tv commedia a Chris McKenna per l'episodio Rimedi alla teoria del caos
- 2012 - Satellite Award
  - Candidato - Miglior serie tv commedia o musicale
  - Candidato - Miglior attore in una serie tv commedia o musicale a Joel McHale
- 2013 - Critics' Choice Television Award
  - Candidato - Miglior attore non protagonista in una serie tv commedia a Danny Pudi
- 2014 - Premio Emmy
  - Candidato - Miglior stunt per una serie commedia o varietà a Casey Charles O'Neil
- 2015 - Premio Emmy
  - Candidato - Miglior stunt per una serie commedia o varietà a Ben Scott

## Citazioni e riferimenti
Una delle caratteristiche della serie è il costante uso di autocitazioni e riferimenti ad altre opere, sia cinematografiche che televisive. Ad esempio, l'episodio 1x01 è interamente dedicato al film Breakfast Club, con tanto di ringraziamenti a John Hughes nei titoli di coda (venuto a mancare nello stesso anno di inizio della serie). Nell'episodio 1x21 viene omaggiato il cinema gangster di Martin Scorsese, nell'episodio 1x24 Troy vive una situazione simile a quella di Will Hunting nell'omonimo film, solo che viene avvicinato da un idraulico per la sua capacità di sistemare un distributore dell'acqua, mentre nel primo della seconda stagione Chang mostra una molteplice personalità come Gollum ne Il Signore degli Anelli. Nell'episodio 2x19, il gruppo di studio organizza una festa a sorpresa per Abed a tema Pulp Fiction; nel tentativo di attrarlo verso la festa, Jeff, si trova coinvolto in una cena col festeggiato, architettata dallo stesso per rivivere le scene del film My Dinner with Andre. Nell'episodio 3x10 Abed convince il gruppo di studio a fare un musical di natale in stile Glee, mentre tutto l'episodio 3x17 è impostato sulla falsariga della serie Law & Order - I due volti della giustizia, con un "ringraziamento speciale" nei crediti finali a Dick Wolf. Durante la quarta stagione, nel secondo episodio ci sono dei riferimenti al film Panic Room; il quinto episodio è impostato sulla falsariga del film Le ali della libertà; nel nono i protagonisti raccontano la loro avventura attraverso la "pupazzo terapia", trasformandosi in muppet; nell'undicesimo Abed e Troy si scambiano i rispettivi corpi come nel film Tutto accadde un venerdì. Durante tutta la serie, Abed e Troy sono accaniti fan della fittizia serie TV L'ispettore spazio-tempo, che ha varie somiglianze con Doctor Who; Abed, inoltre, è fan di Cougar Town, occasione che ha portato l'attore che lo interpreta ad avere un cameo nella serie, mentre due dei protagonisti della serie, Busy Philipps e Dan Byrd, sono apparsi brevemente nel finale della seconda stagione.